# Osjaków
Pour la commune, voir Osjaków (gmina).
Osjaków est une localité polonaise, siège de la gmina d'Osjaków, située dans le powiat de Wieluń en voïvodie de Łódź.